# 関東鉄道波崎車庫
関東鉄道波崎車庫（かんとうてつどうはさきしゃこ）は、茨城県神栖市波崎に所在する関東鉄道潮来営業所のバス車庫。旧名は関東鉄道波崎営業所。車庫略記はHaSakiのHS。

## 現行路線
波崎車庫が受け持つバス路線として、鹿島神宮駅（鹿嶋市）から神栖市内を経て、銚子駅（千葉県銚子市）間を結ぶ路線バスと、波崎・神栖地区～東京駅間を結ぶ高速バスを運行している。
また、潮来営業所本所の路線も一部担当している。なお、高速車については、カシマサッカースタジアムでのJリーグの試合開催日や繁忙日に「かしま号」の臨時便、座席指定制のスタジアム直行便にも運用される場合がある。

### 路線バス
波崎海水浴場線
- 銚子駅 - 波崎中央 - 新港 - 波崎海水浴場
  - 銚子から波崎港・波崎海水浴場方面を結ぶ一般路線。運行本数は、朝から夜にかけて、1時間に1～2本程度運行されている。

利根川線
- 銚子駅 - 矢田部 - 太田 - 宝山 - 日川 - 木崎 - 深芝 - 平井 - 鉢形 - 鹿島神宮駅
  - 夜行、高速路線を除いた関東鉄道の一般バス路線で、2番目に距離が長い系統。鹿嶋市内は海側のルートを走り、鹿嶋市役所、鹿嶋製鉄所を経由する。
神栖市内に入り「日川」バス停からは銚子大橋まで利根川沿線のルートを走行する。銚子側はかつては銚子駅から先、銚子観音まで行く路線もあったが、2003年に廃止されている。
運行本数は、海岸線より少なく、通勤時間帯（朝・午後・夕方）を中心に1時間に1本程度。

海岸線
- 銚子駅 - 舎利 - 土合ヶ原東電社宅 - 須田 - 知手団地 - 木崎 - 深芝 - 木滝 - 鹿島神宮駅
  - 夜行、高速路線を除いた関東鉄道の一般バス路線で、最も運行距離が長い。鹿嶋市内は国道124号旧道ルートを走り、「泉川」バス停で一旦上記の利根川線と合流する[1]。
神栖市内に入り「池ノ端」バス停で利根川線と分かれた後は東側に向かい「知手入口」バス停からは銚子大橋の手前まで海岸沿いのルートを走行する。
当線の区間便として銚子駅発は土合ヶ原東電社宅前・矢田部公民館発着便。鹿島神宮駅発は神栖済生会病院、土合北止まりも存在する。
なお、「知手入口」～「植松」バス停間はフリー乗降区間となっている。かつては銚子駅から先、銚子観音まで行く路線もあったが、2003年に廃止されている。
運行本数は、利根川線に比べ多く、朝から夜にかけて、鹿島神宮駅行は1時間に1本程度、矢田部公民館行は1時間に1～2本程度となる。

神栖市コミュニティバス

2018年11月1日運行開始。当初は、1系統（平泉-小見川駅ルート）・2系統（息栖神社-知手ルート）のみの運行で、2020年10月末までの実証実験だったが、好評だった為、引き続きの実験運行の延長となった。
その後、2020年10月1日より3系統（鹿島神宮駅-小見川駅ルート）、4系統（知手-下総橘駅ルート）を追加。2021年3月末までの実証実験での延長運行を経て、2021年4月より、本格運行を開始した。
- 1系統 （平泉関下 - 鹿島セントラルホテル - 息栖稲荷 - 小見川駅）
- 2系統 （息栖神社 - 白十字総合病院 - 平泉関下 - 鹿島セントラルホテル - 神栖市役所 - 奥ノ谷公民館 - 神栖済生会病院 - 知手団地入口 - ふれあいセンター湯楽々）
- 3系統 （鹿島神宮駅 - チェリオ・イオン前 - 平泉関下 - 鹿島セントラルホテル - 息栖稲荷 - 小見川駅）
- 4系統 （神栖済生会病院 - うずもコミュニティセンター - 知手南部団地 - 奥ノ谷南 - 利根川水門前 - 下総橘駅）
  - 神栖市での「コミュニティバス」は、以前、当車庫が運行していた「タウンストリーム」以来となり、10年半ぶりの運行復活となった。
  - なお、当所は専用車の新車導入はなく、関東鉄道潮来営業所の一般路線車による運行であったが、2022年3月6日より、一部系統を専用のラッピングを纏ったいすゞ・エルガミオ（2246IT）がコミュニティバス専用車として運行開始された[3]。その後2024年4月からは鹿島神宮駅 - 小見川駅線で専用のラッピング（水色系）を纏ったいすゞ・エルガミオ（2258IT）がコミュニティバス専用車として運行開始された。

### 高速バス
はさき号
- 東京駅⇔水郷潮来バスターミナル - 大野原西 - アトンパレスホテル - 神栖市役所 - 東部コンビナート - 知手団地入口 - 神栖済生会病院東 - 北若松 - 波崎工業団地 - 新川団地 - 土合ヶ原団地 - 関東鉄道波崎車庫 - 波崎総合庁舎
  - 運賃については、鹿島地区を走る「かしま号」は、全区間で固定運賃に対し、「はさき号」では、一定のバス停留所を超えると、運賃が変わる距離別運賃を採用している。
具体的には、東京駅⇔水郷潮来BT～北若松間の運賃は、2,100円（大人運賃・現金）、東京駅⇔波崎工業団地～波崎総合庁舎間の運賃は、2,4000円（大人運賃・現金）となる。（2023年5月時点での運賃）
  - 2020年5月より、新型コロナウイルス感染症の拡大により、朝・夕の一部便のみ運行となる。[4]
  - 2023年3月末で共同運行を行っていた、JRバス関東が撤退し、同年4月より、関東鉄道のみの単独運行に変更。

## 廃止路線
コミュニティバスの受託運行
- タウンストリーム（神栖市）
- 神栖市文化センター - 石神 - 息栖神社 - 居切西部団地 - 深芝 - 大野原 - 神栖市文化センター
- 神栖市文化センター - 奥野谷 - 軽野東小学校前 - 日川浜 - 横瀬団地 - 日川 - 神栖高校前 - 神栖市文化センター 
  - 1991年4月23日運行開始。北村製作所製のいすゞMR5台（1534HS～1538HS）が専属車両として運用されていた。フロントには神栖町の町章、ボディには虹と鹿島の海、鹿島港の灯台のイラストが描かれていた。2008年3月31日廃止。

路線バス
- 銚子駅 - 波崎車庫 - 矢田部公民館 - 太田 - 柳川局前 - 波崎柳川高校
- 矢田部公民館 - ゆーぽーとはさき -神栖済生会病院（神栖市社会実験バス）
  - 2016年12月1日運行開始[5]。本格運行に至らず2017年9月30日運行終了。

臨時バス
- 土合ヶ原東電社宅前 - イオンモール銚子 （千葉交通と共同運行。）
  - イオンモール銚子のお客様感謝デーと毎週火曜日のみ運行していた。

## 車両
当車庫は車両在籍数が少なく、一般路線車は在籍する5台すべてが中型車である。かつては、丸目2灯の日野中型車RJが多く配置され、銚子～鹿島線及びその支線に運用されていた。
その後富士重工業7Eボディを架装するいすゞLVや富士重6EボディのいすゞLRも配置されていた。しかし、海沿いのルートを走行することなどで塩害による車体の腐食も激しく、日野RJの1230HS、1231HS、1259HS、いすゞLVの1331HS、1469HSなどは関鉄の他の営業所で同種の車両がまだ廃車されていない時期に廃車となった。
2016年（平成28年）現在は元京成バスの日野RJが2台と、元西武バスの日デRM3台、そして守谷市の「やまゆり号」で使われていた三菱エアロミディ1台が在籍する。
かつて他事業者からの移籍車は、関鉄の「水戸」ナンバーエリアでは唯一の京阪バスからの移籍車・日野RCが在籍していた。しかし、年式や車体の腐食が影響し早い時期に廃車となっている。
その置き換え用として配置した横浜市交通局（横浜市営バス）からの三菱MPも、冷房装置の不調により2004年（平成16年）秋で廃車され、代替としてつくば中央営業所から転入した同型の1台も、千葉県での運行に必須な装備であるDPFが未装着であったことや、故障も多かったことから転入後1年も経過せずに廃車された。
他に西武バスからの富士重7Eボディを架装するUDトラックス（旧:日産ディーゼル）車も在籍していたが、2004年の減便にともない竜ヶ崎営業所に転出し、特定車として運用していた。
高速バスは新旧のいすゞ・ガーラが4台配置されている。

高速車 （初代ガーラ・関鉄色）
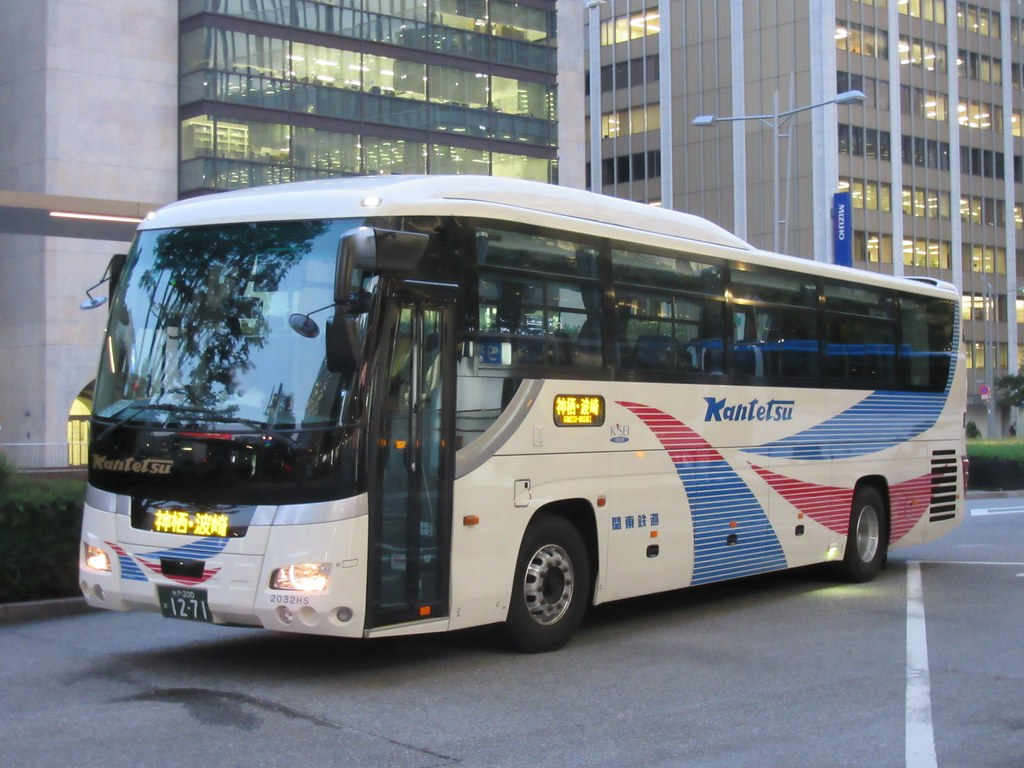
高速車 （2代目ガーラ・京成色）